# لوکوتوک
لوکوتوک (به لاتین: Lokotok) یک منطقهٔ مسکونی در روسیه است که در سرزمین آلتای واقع شده‌است.